# فیلم لگو ۲: بخش دوم
فیلم لگو ۲: بخش دوم (انگلیسی: The Lego Movie 2: The Second Part) یک فیلم پویانمایی رایانه‌ای سه‌بعدی کمدی و علمی-تخیلی به کارگردانی مایک میچل است در که در ۸ فوریه ۲۰۱۹ از سوی برادران وارنر منتشر شد. این فیلم دنباله مستقیم فیلم لگو (۲۰۱۴) محسوب می‌شود.

## داستان
بیگانگان {دوپلوها} به شهر لگو حمله کرده و سازه‌ها را خراب و مردمی که سرسخت‌ترهستند در این میان یک شهر می‌سازند به نام سرزمین آخرالزمان، هرچند اِمِت هنوز نتوانسته خودش را با دنیای جدید وفق دهد. در همین زمان یک فرد مرموز به نام {رکس دنجروست} به کمک اِمِت می‌آید و بخاطر کارهای او جنگ آرمامانگدون رخ می‌دهد و ....
این فیلم از زمان بازنگری، کارگردانی و تاریخ اکران دچار تغییرات زیادی شده است. این فیلم بعد از لگو نینجاگو دومین فیلم پر فروش است.

## صداپیشه‌گان
- کریس پرت در نقش امیت { رکس }
- الیزابت بنکس در نقش لوسی /  وایلداستایل
- ویل آرنت در نقش بروس وین / بتمن، ابرقهرمان دی‌سی کامیکس
- تیفانی هدیش در نقش ملکه بزن و بکوب
- نیک آفرمن در نقش ریش آهنی
- الیسون بری در نقش پرنسس یونیکیتی
- استفانی بیاتریز[۳] در نقش سوئیت میهم
- چارلی دی[۴] در نقش بنی
- ریچارد آیوادی در نقش بستنی قیفی
- چنینگ تیتوم در نقش سوپرمن
- جونا هیل در نقش گرین لانترن
- کوبی اسمالدرز در نقش واندر وومن
- جیسون موموآ در نقش آکوامن
- آیک بارینهولتز در نقش لکس لوتر
- رالف فاینز در نقش آلفرد پنی‌ورث
- ویل فورته در نقش آبراهام لینکلن
- بروس ویلیس در نقش خودش